# Кодекс Обен

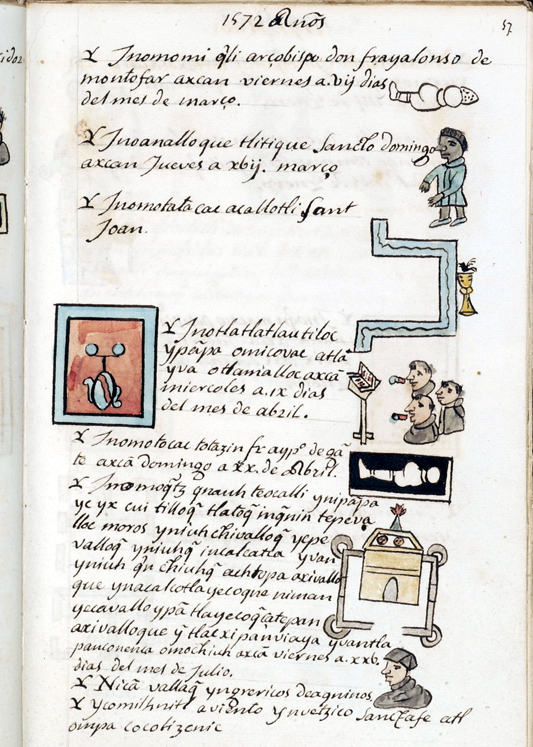
Кодекс Обен (уривок)

Кодекс Обен (англ. Codex Aubin) — один з ацтекських кодексів, створених у ранній колоніальний період. Написано мовою науатль латинською абеткою. Початок створення — 1576 рік. Отримав назву на честь колекціонера Жозефа Обена. Інша назва «Рукопис 1576». Натепер оригінал зберігається у Британському музеї (Лондон), копія — у бібліотеці Принстонського університету (США), копія частини кодексу — Національній бібліотеці (Париж).

## Історія
Початок створення кодексу встановлено чітко — 1576. Закінчення відбулося у 1607 або пізніше. Спочатку його створенням керував Дієго Дуран. Можливо написано у містечку Сан-Хуан-Теночтітлан з використанням тлашкаланських джерел. У XVIII ст. став частиною збірки колекціонера Доренцо Ботуріні. У XIX ст. його придбав колекціонер Жозеф Обен. У 1867 опубліковано у збірці «Історія індіанців Нової Іспанії». Згодом став власністю Євгена Гупіля. За невідомих обставин кодекс опинився у Британському музеї.

## Опис

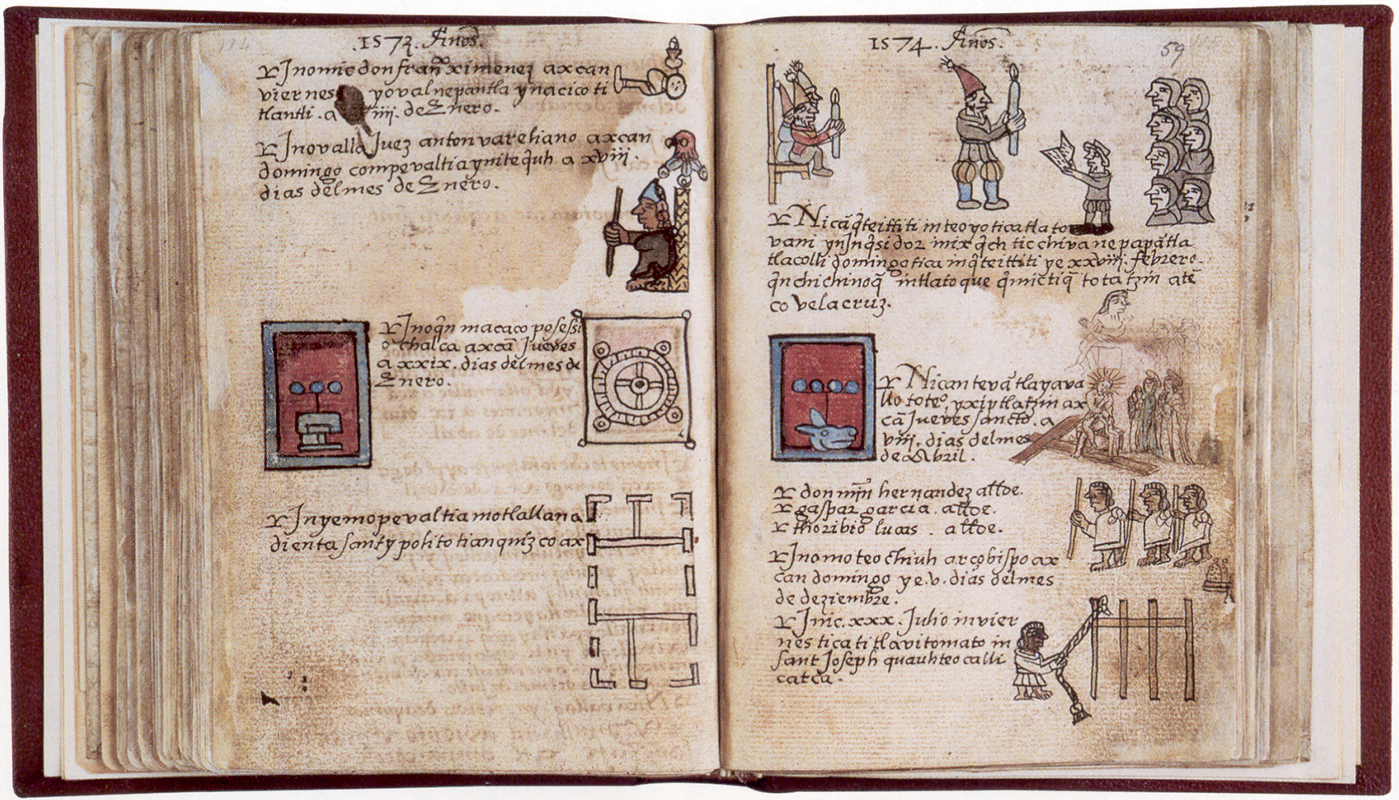
Кодекс Обен

Створено на європейському папері, з 81 листів, натепер складається з 79 листів розміром 15 х 11 см. Розташовано у декілька стовпчиків: символи богів та осіб з поясненням науатлєм.

## Зміст
Передається історія подорожі ацтеків з легендарної прабатьківщини Ацтлана до Анауака (Мексиканської долини) у 1165, боротьба з іншими племенами центральної Мексики, заснування Теночтітлану (легенди з цим пов'язані), створення й піднесення Потрійного союзу та завоювання іспанськими конкістадорами ацтеків. Надається опис дій колоніальної влади. Закінчуються кодекс 1607 роком.
Є важливим джерелом події 1520 року, коли за наказом Педро де Альварадо на фестивалі у Головному храмі було влаштовано знищення представників ацтекської знаті.